# Ю Симин
Ю Симин (кор. 유시민, родился 28 июля 1959 года в Кёнджу, пров. Кёнсан-Пукто, Республика Корея) — южнокорейский политик либерально-прогрессивного направления, профессор, журналист, сценарист, государственный служащий и 44-й министр здравоохранения и социального развития Республики Корея. Один из самых известных борцов за демократию в Южной Корее.

## Биография
Ю Симин родился 28 июля 1958 года в городе Кёнджу провинции Кёнсан-Намдо. После окончания средней школы Симин в Тэгу поступил в Сеульский национальный университет (СНУ) и стал лидером союза студентов СНУ в 1980 году. Он долго боролся против военного диктатора Чон Ду Хвана, чтобы принести свободу и демократию в Республике Корея.
С 1988 по 1989 год Ю Симин работал сценаристом в телерадиокомпании «MBC».
С 1997 по 2002 год работал журналистом в телерадиокомпании «MBC» и газете «Кёнхян синмун».
С 1991 по 2001 год и с 2008 год по 2009 год он работал профессором в Кёнбукском национальном университете. Состоял в ряде партий либерального (Уридан и другие) и левого (Объединённая прогрессивная партия, Партия справедливости) толка.